# Alberta (keresztnév)
Az Alberta női név a germán eredetű Albert férfinév női párja, jelentése nemes és fényes, híres.

## Rokon nevek
Albertin, Albertina, Berta, Bertina

## Gyakorisága
Az újszülötteknek adott nevek körében az 1990-es években szórványosan fordult elő. A 2000-es és a 2010-es években sem szerepelt a 100 leggyakrabban adott női név között.
A teljes népességre vonatkozóan az Alberta sem a 2000-es, sem a 2010-es években nem szerepelt a 100 leggyakrabban viselt női név között.

## Névnapok
augusztus 24., november 15.

## Híres Alberták
„Alberta” utónevű személyek szócikkeinek listája a Wikidata alapján

### Egyéb
- Albertaceratops, a kanadai Alberta tartományban talált dinoszauruszfaj neve